# Ferruccio Ferrari

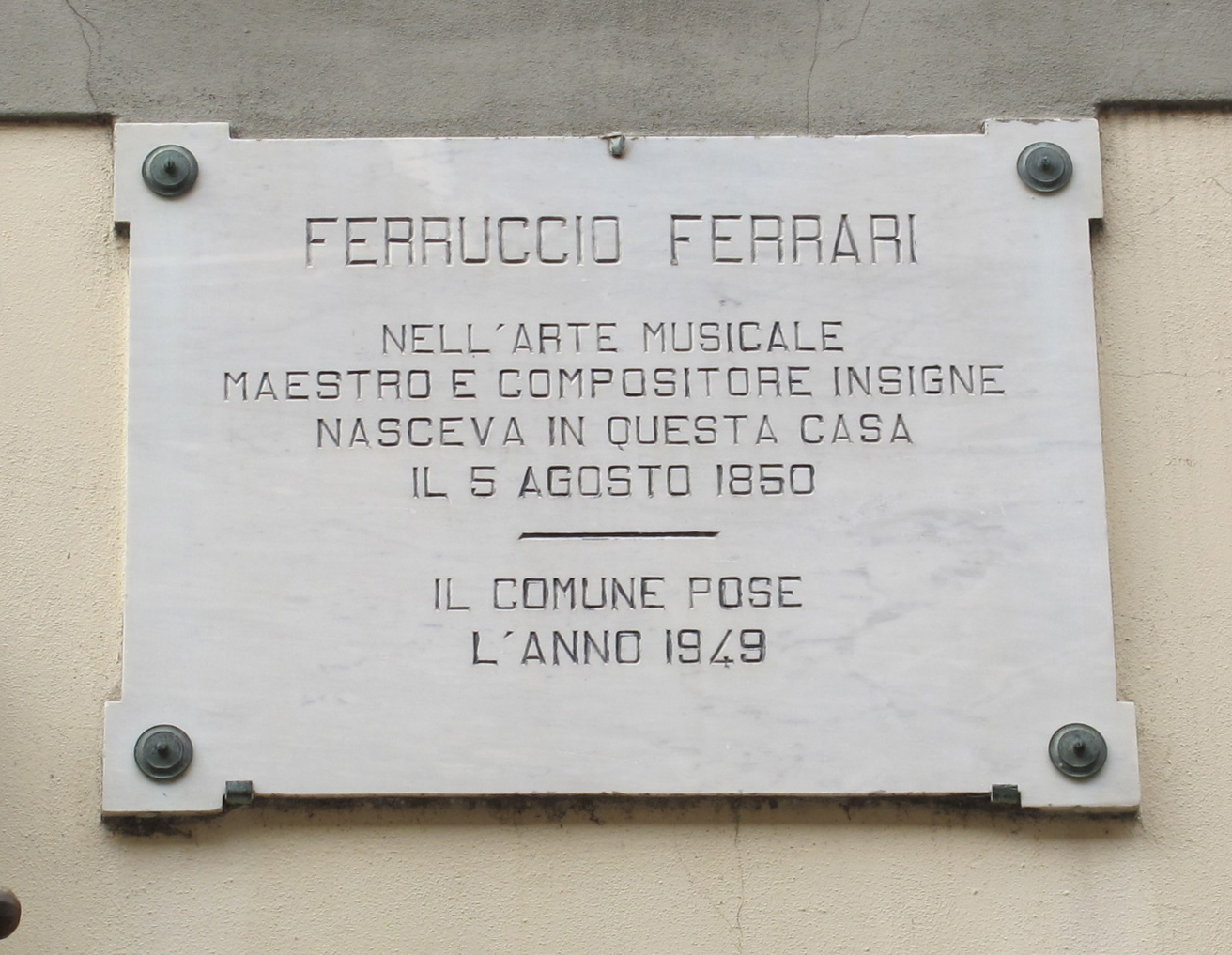
Targa in memoria di Ferruccio Ferrari, a Camaiore (LU)

Ferruccio Ferrari (Boves, 1917 – Pinerolo, 26 giugno 1940) è stato un militare italiano, decorato con la medaglia d'oro al valor militare alla memoria nel corso della seconda guerra mondiale.

## Biografia
Nacque a Boves, provincia di Cuneo, nel 1917, figlio di Quintino e Maddalena Bisotto. 
Impiegato presso le Ferrovie dello Stato, si arruolò volontario nel Regio Esercito nel maggio 1937 presso il 5º Reggimento artiglieria divisionale. Nel mese di agosto fu promosso caporale, passando aggregato al 92º Reggimento fanteria "Basilicata" dove conseguì la promozione a caporale maggiore nell'ottobre dello stesso anno. Promosso sergente esattamente un anno dopo, fu trattenuto in servizio attivo e, destinato alla 515ª batteria del VII Settore di copertura della Guardia alla Frontiera, otteneva la promozione a sergente maggiore alla vigilia della seconda guerra mondiale. Mobilitato il settore nel giugno 1940 ed iniziate le operazioni di guerra alla frontiera alpina occidentale, rimase gravemente ferito durante l'attacco dell'artiglieria francese contro il forte dello Chaberton.  Ricoverato presso l'ospedale civile di Pinerolo il 21 giugno per le ferite riportate in combattimento, lì si spense il 26 dello stesso mese.
Il giorno dell'attacco francese alla batteria dello Chaberton caddero in combattimento anche il caporale Bruno Nannipieri e gli artiglieri Umberto Orsenigo, Giovanni Stella Leonardo Sasso, Virginio Romanò, Giacomo Bombardieri, Federico Sala, Mario Redaelli e Riccardo Bossola.

### Annotazioni
1. ↑  Nel corso dell'azione militare gli italiani accusarono nove morti, alla cui memoria vennero assegnate 3 medaglie d'argento e 6 medaglie di bronzo e oltre 50 feriti.
2. ↑  Il sottotenente Carlo Fagnola, comandante della prima sezione della 515ª Batteria fu insignito della croce di guerra al valor militare. Partito successivamente l'Unione Sovietica, aggregato all'8º Reggimento artiglieria della 9ª Divisione fanteria "Pasubio". Catturato dai sovietici nel 1943, morì nel campo di concentramento di Tambow.

### Fonti
1. ↑  Gruppo Medaglie d'Oro al Valore Militare 1965, p. 394.
2. 1 2 3 4 5  Combattenti Liberazione.
3. ↑  Segreti della storia.
4. ↑  quirinale.it
5. ↑  Registrato alla Corte dei conti lì 14 dicembre 1940,  registro 46 guerra, foglio 51.